# Les Ailes du Petit Prince
 (avril 2019).
Les Ailes du Petit Prince est une association créée en 1998 à Bron (région lyonnaise) qui a pour but de permettre à des enfants et des adolescents handicapés ou atteints par une maladie grave de réaliser un baptême de vol en avion. Pour ce faire, l'association organise des journées de baptêmes sur différents aérodromes partout en France.

## Historique
En 1998, à l’occasion des 100 ans de L’Aéro-club du Rhône et du Sud Est célébré sur l’aérodrome de Bron, de nombreux enfants et adolescents handicapés ont été invités à réaliser un baptême de vol et à assister au spectacle aérien de la Patrouille de France. Cet anniversaire sera aussi la première action de l’association qui va être officiellement créée peu après. Depuis, l'association continue son action et en 2018 elle a fêté ses 20 ans sur l’aérodrome de Bron, lieu de sa naissance.

## Organisation
L'association Les Ailes du Petit Prince peut compter sur une cinquantaine de bénévoles. Ils sont issus de différents domaines, l'aéronautique mais aussi le paramédical ou la logistique, et mettent leurs compétences au service de l'association bénévolement.
L'association peut également compter sur le soutien de plusieurs parrains qui sont principalement issus du monde de l'aviation. L'un d'entre eux n'est autre que le neveu d'Antoine de Saint-Exupéry, François d’Agay, qui est aussi président de la Fondation Antoine de Saint-Exupéry Pour la Jeunesse (FASEJ).
On peut aussi citer Alain de Saint-Exupéry et Hervé de Saint-Exupéry qui sont des parents du célèbre auteur et aviateur Antoine de Saint-Exupéry.

## Actions
Pour mener à bien sa mission, l'association Les Ailes du Petit Prince organise régulièrement des journées d'actions durant lesquelles des enfants handicapés ou malades sont invités à réaliser un baptême de vol en avion. On leur propose également en plus du baptême de vol, de participer à de multiples activités, comme par exemple des balades en moto.
Ces journées conviviales sont uniquement réservées à des enfants et adolescents handicapés ou atteints par une maladie grave ainsi qu'à leur famille.
Ces journées d'actions se déroulent sur différents aérodromes un peu partout en France mais aussi plus récemment au Maroc.

### Des exemples de journées d'actions
- Les 14 et 15 mai 2011, journée de baptême de vol à Montélimar[3]
- Le 26 mai 2013, l'association est présente[7] aux 60 ans de la Patrouille de France sur la base aérienne 701 de Salon-de-Provence
- Le 21 mai 2017, journée de Baptême de vol[8] sur l’aérodrome de Champforgeuil
- Le 25 juin 2017, journée de Baptême de vol[9] sur l’aérodrome de Grenoble-Le Versoud
- Le 13 mai 2018, journée de Baptême de vol à l'occasion des 20 ans de l'association[10] sur l'Aéroport de Lyon-Bron
- Le 14 Avril 2024, journée de Baptême de vor sur l'aérodrome d'Avignon